# Process Design Kit
Ein Process Design Kit (engl., PDK) ist ein Satz von Dokumenten, der in der Halbleiterindustrie verwendet wird, um einen Herstellungsprozess für die Entwurfswerkzeuge zu modellieren, die für den Entwurf einer integrierten Schaltung verwendet werden. Das PDK wird von der Foundry erstellt, die eine bestimmte Technologievariante für ihre Herstellungsprozesse definiert. Es wird dann an die Kunden weitergegeben, damit diese es für den Entwurfsprozess ihrer Schaltungen verwenden können. Die Kunden können das PDK erweitern und es auf ihre anwendungsspezifischen integrierten Schaltungen anpassen. Entwickler verwenden das PDK zur Schaltplanerstellung, Simulieren, Zeichnen und Verifikation des Entwurfs, bevor sie den Entwurf an den Halbleiterhersteller weitergeben. 
Die Daten im PDK sind somit spezifisch für eine Technologie und damit die Prozessvariationen der Foundry. Die konkrete Festlegung dieser Daten erfolgt in einem frühen Stadium des Entwurfsprozesses unter Berücksichtigung der Marktanforderungen an den Chip (Spezifikationsphase). 

## Beschreibung
Die verschiedenen Werkzeuge im Entwurfsablauf haben unterschiedliche Eingabeformate für die PDK-Daten. Die PDK-Ingenieure müssen entscheiden, welche Werkzeuge sie in den Entwurfsabläufen unterstützen wollen und die Bibliotheken und Regelsätze erstellen, die diese Abläufe unterstützen.
Ein typisches PDK enthält:
- Eine primitive Gerätebibliothek
  - Symbole
  - Geräte-Parameter
  - PCells, (englisch parametrized cell), parametrisierte grundlegende Halbleiterschaltelemente
- Verifikationsdecks
  - Prüfen von Entwurfsregeln (Design Rule Check)
  - Layout vs. Schaltplan (Layout Versus Schematic)
  - Antennen- und elektrische Regelprüfung (Antenna and Electrical rule check)
  - Physikalische Extraktion
- Technologie-Daten
  - Ebenen, Ebenennamen, Ebenen/Zweckpaare
  - Farben, Füllungen und Anzeigeattribute
  - Prozess-Einschränkungen
  - Elektrische Regeln
- Regel-Dateien
  - Library Exchange Format (LEF)
  - Werkzeugabhängige Regelformate
- Simulationsmodelle von elementaren Bauelementen (SPICE oder SPICE-Derivate)
  - Transistoren (typischerweise SPICE)
  - Kondensatoren
  - Widerstände
  - Induktivitäten
- Handbuch der Entwurfsregeln
  - Eine benutzerfreundliche Darstellung der Prozessanforderungen

Ein PDK kann auch Bibliotheken von Standard-Schaltkreiselementen der Foundry, einem Bibliotheksanbieter oder der eigen internen Entwicklung beinhalten. Typische Formate sind hierbei:
- LEF-Format für abstrahierte Layoutdaten
- Schaltzeichen
- Library-Dateien (.lib)
- GDSII-Layoutdaten